# Spinomegops
Genre
Spinomegops est un  genre éteint d'araignées aranéomorphes de la famille des Lagonomegopidae.

## Distribution
Les espèces de ce genre ont été découvertes dans de l'ambre de San Just en Aragon et de l'Alava au Pays basque en Espagne. Elles datent du Crétacé.

## Liste des espèces
Selon The World Spider Catalog 16.0 :
- † Spinomegops aragonensis Pérez-de la Fuente, Saupe & Selden, 2015
- † Spinomegops arcanus Pérez-de la Fuente, Saupe & Selden, 2015

## Publication originale
- (en) Pérez-de la Fuente, Saupe & Selden, 2015 "2013" : New lagonomegopid spiders (Araneae: †Lagonomegopidae) from Early Cretacous Spanish amber. Journal of Systematic Paleontology, vol. 11, p. 531–553.